# John Howard Yoder
John Howard Yoder (29 decembrie 1927, Smithville, Ohio - 30 decembrie, 1997, South Bend, Indiana) a fost un teolog creștin, etician american, cunoscut pentru ideile sale radicale pacifiste.
A scris „The Politics of Jesus” în (1972).

## Lucrări selectate
- The Christian and Capital Punishment (1961)
- Christ and the Powers traducător (de Hendrik Berkhof) (1962)
- The Christian Pacifism of Karl Barth (1964)
- The Christian Witness to the State (1964)
- Discipleship as Political Responsibility (1964)
- Reinhold Niebuhr and Christian Pacifism (1968)
- Karl Barth and the Problem of War (1970)
- The Original Revolution: Essays on Christian Pacifism (1971)
- Nevertheless: The Varieties and Shortcomings of Religious Pacifism (1971)
- The Politics of Jesus (1972)[5]
- The Legacy of Michael Sattler, editor și traducător (1973)
- The Schleitheim Confession, editor și traducător (1977)
- Christian Attitudes to War, Peace, and Revolution: A Companion to Bainton (1983)
- What Would You Do? A Serious Answer to a Standard Question (1983)
- God's Revolution: The Witness of Eberhard Arnold, editor (1984)
- The Priestly Kingdom: Social Ethics as Gospel (1984)
- When War Is Unjust: Being Honest In Just-War Thinking (1984)
- He Came Preaching Peace (1985)
- The Fullness of Christ: Paul's Revolutionary Vision of Universal Ministry (1987)
- The Death Penalty Debate: Two Opposing Views of Capitol Punishment (1991)
- A Declaration of Peace: In God's People the World's Renewal Has Begun (cu Douglas Gwyn, George Hunsinger și Eugene F. Roop) (1991)
- Body Politics: Five Practices of the Christian Community Before the Watching World (1991)
- The Royal Priesthood: Essays Ecclesiological and Ecumenical (1994)
- Authentic Transformation: A New Vision of Christ and Culture (cu Glen Stassen și Diane Yeager) (1996)
- For the Nations: Essays Evangelical and Public (1997)
- To Hear the Word (2001)
- Preface to Theology: Christology and Theological Method (2002)
- Karl Barth and the Problem of War, and Other Essays on Barth (2003)
- The Jewish-Christian Schism Revisited (2003)
- Anabaptism and Reformation in Switzerland: An Historical and Theological Analysis of the Dialogues Between Anabaptists and Reformers (2004)
- The War of the Lamb: The Ethics of Nonviolence and Peacemaking (2009)
- Christian Attitudes to War, Peace and Revolution (2009)
- Nonviolence: A Brief History—The Warsaw Lectures (2010)

### Articole și capitole de carte
- (1988) The Evangelical Round Table: The Sanctity of Life (Volumul 3)
- (1991) Declaration on Peace: In God's People the World's Renewal Has Begun
- (1997) God's Revolution: Justice, Community, and the Coming Kingdom